# Parque natural Geológico de Chera-Sot de Chera
El Parque Natural Geológico de Chera-Sot de Chera (en valenciano Parc Natural Geològic de Chera-Sot de Chera) es un espacio natural protegido español situado en los municipios de Chera y Sot de Chera, en la provincia de Valencia, Comunidad Valenciana. Posee unos relevantes valores medioambientales, paisajísticos y culturales, además de ser la sede del primer parque geológico de la Comunidad Valenciana.

## Geografía
Se trata de un parque natural distinto a los habituales porque en él prima la geología. Se trata de una zona de enormes fracturas, que han llevado a desplazamientos de la corteza terrestre de hasta 600 metros y han hecho aflorar una gran diversidad de estratos. Cuenta además con un hermoso embalse, Buseo, integrado en el paisaje.
Parte del término territorial también está incluido en el  LIC (Lugar de Interés Comunitario) de la Sierra Negrete.
A caballo entre las comarcas valencianas de la plana de Requena-Utiel y La Serranía este parque natural tiene un relieve abrupto y montañoso situados en el interior de una enorme fosa tectónica y rodeada de picos con alturas en torno a los 1100 metros como el Pico Ropé y el Morrón que es un saliente rocoso que se alza sobre el pueblo de Sot de Chera cuya panorámica de esta atalaya de 200 metros es impresionante.
Desfiladeros y barrancos como el angosto barranco de la Hoz, junto al embalse de Buseo, y el río Sot o Reatillo a los pies de Sot de Chera, formando parajes tan extraordinarios como la Canal, se alternan con la vegetación de pinos, enebros, romero y esparto, y abundantes fuentes naturales como la fuente Fech, Santa María, Tío Fausto y la fuente Borregueras en la Hoya Cherales, sin dejar de nombrar las cascadas de las Toscas.

### Municipios comprendidos
- Chera
- Sot de Chera

## Historia
Con la finalidad de promover en este espacio una ordenación y gestión del territorio y los recursos naturales basada en la conservación, la mejora y el uso racional de los valores ambientales y culturales, se inició el procedimiento de elaboración y aprobación del Plan de Ordenación de los Recursos Naturales (PORN) de Chera-Sot de Chera mediante Orden de 24 de noviembre de 2005, del conseller de Territorio y Vivienda. El Plan de Ordenación de los Recursos Naturales (PORN) de Chera-Sot de Chera aprobado mediante el Decreto 10/2007, de 19 de enero, del Consell, estableció el régimen de protección y ordenación de usos necesario para garantizar la conservación de sus valores, afectando a una superficie de 6451,17 hectáreas en los términos municipales de Chera y Sot de Chera.

## Vegetación
La habitual de las montañas costeras mediterráneas: un pinar de pino carrasco con un sotobosque de coscojas, lentiscos, sabina fenicia y numerosas plantas aromáticas. En dos lugares umbríos quedan tejos, acompañados de arces, quejigos y encinas.

## Fauna
Grandes rapaces como las águilas perdiceras, reales y culebreras y también búhos reales y chotacabras. Hay una importante población de anfibios, como el sapillo pintojo, y reptiles como diversas culebras y la tortuga del estanques verdes. Uno de los animales raros que se encuentran en este parque es una gran libélula de color azul, de nombre Coenagrion mercuriale.

## Cultura
Se encuentran en Sot de Chera restos de un antiguo castillo árabe y de una iglesia del siglo XVII, que conserva un retablo de Juan de Juanes. Es interesante el sistemas de acequias que riegan 18 hectáreas de huertas, todavía en uso. En Chera hay restos de una fortaleza musulmana.

### Gastronomía
La gastronomía Sotera como la serrana, se compone de platos fuertes que ayudaban a soportar el duro trabajo del campo y el frío en el invierno. Especial mención merecen: Olla Churra (patatas, cerdo, verduras, (berzas, alubias, pencas); Rin-Ran (patatas, bacalao, huevos, tomate, guindilla y aceite); Mojete (harina de trigo con sofrito de tomate); Gachas y Migas. Dulces: Reguiño, mantecados congretes, panizas y rolletes.

## Accesos
Las localidades de referencia son Sot de Chera al este y Chera al oeste. El acceso al parque natural desde la población de Sot de Chera se realiza por la Pista de Ademúz (CV-35) en dirección a Líria, pasando por Casinos y llegando hasta el cruce con la CV-395 (Requena-Villar del Arzobispo) hasta llegar a Sot de Chera y luego a Chera.
Si accedemos por la población de Chera se realiza por Requena desde la A-3, en dirección a Chera por CV-395 la pasando por Chera y llegando hasta Sot.